# Красная икра
Кра́сная икра́ — икра лососёвых видов рыб, таких как тихоокеанские лососи (горбуша, кета, нерка, кижуч), атлантический лосось (сёмга), форель и её различные формы (палья и проч.), кумжа (в том числе каспийский лосось), таймень и другие. Красная икра — ценный пищевой продукт с высокими вкусовыми качествами. Имеет относительно высокую стоимость, поэтому относится к деликатесам.

## Особенность

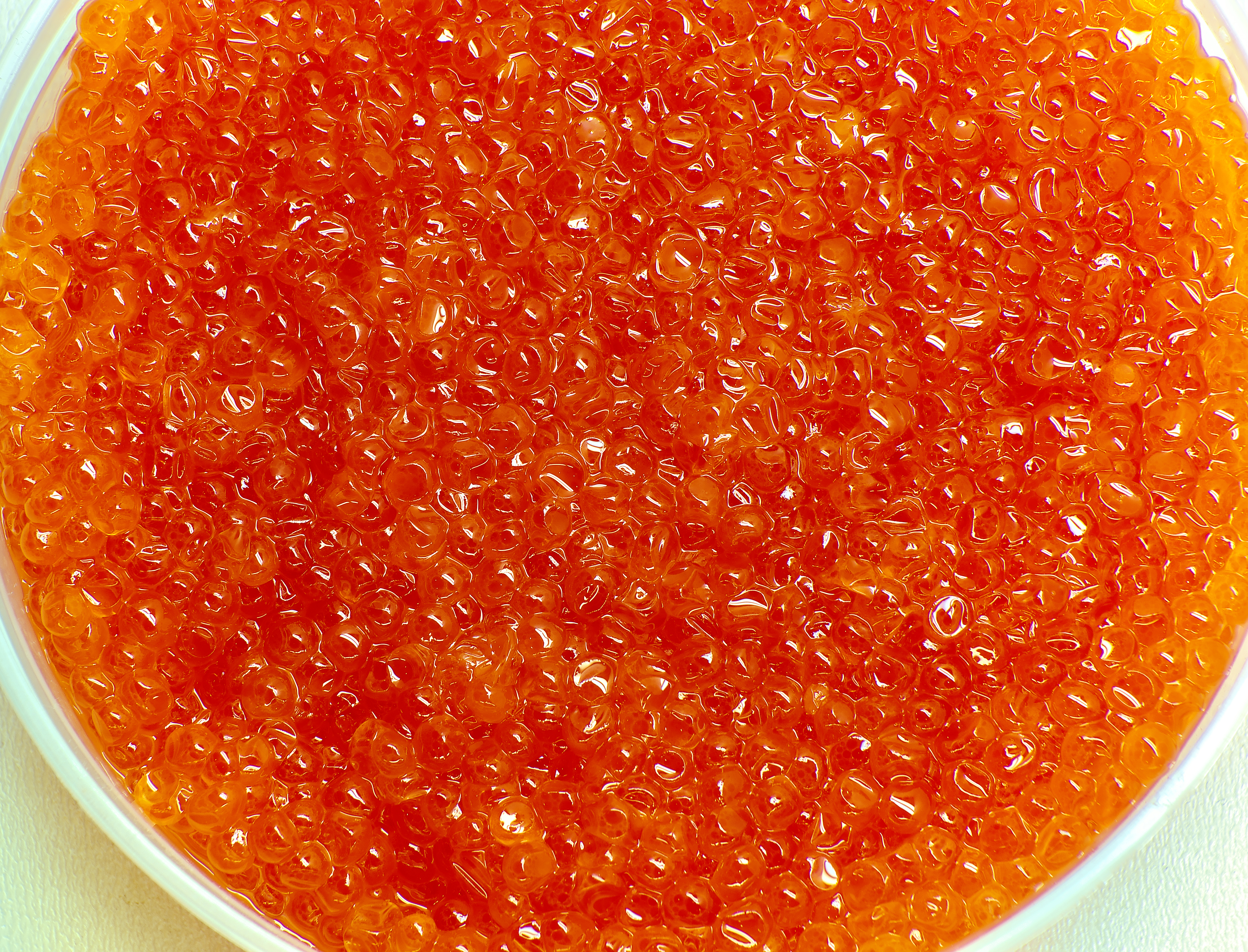
Красная икра

Пузырьки внутри яйца — жировые капли. Они обеспечивают плавучесть икринок. Темное вкрапление — желток. У лососевых он больше, чем у других костистых рыб. Это увеличивает период развития зародыша, благодаря чему вылупляются более крупные мальки.